# Gonow Way
Gonow Xingwang (星旺) або Gonow Way — мікровен, що вироблявся з 2012 по 2016 рік підрозділом Gonow.

## Опис
Gonow Way дебютував у серпні 2012 року на китайському ринку. Ціна була з 25900 до 29800 юанів. Авто оснащений 1,0-літровим двигуном потужністю 44 кВт (60 к. с.) при 5600 об/хв і крутящім моментом, 85 Н·м в парі з п'ятиступінчастою механічною трансмісією.

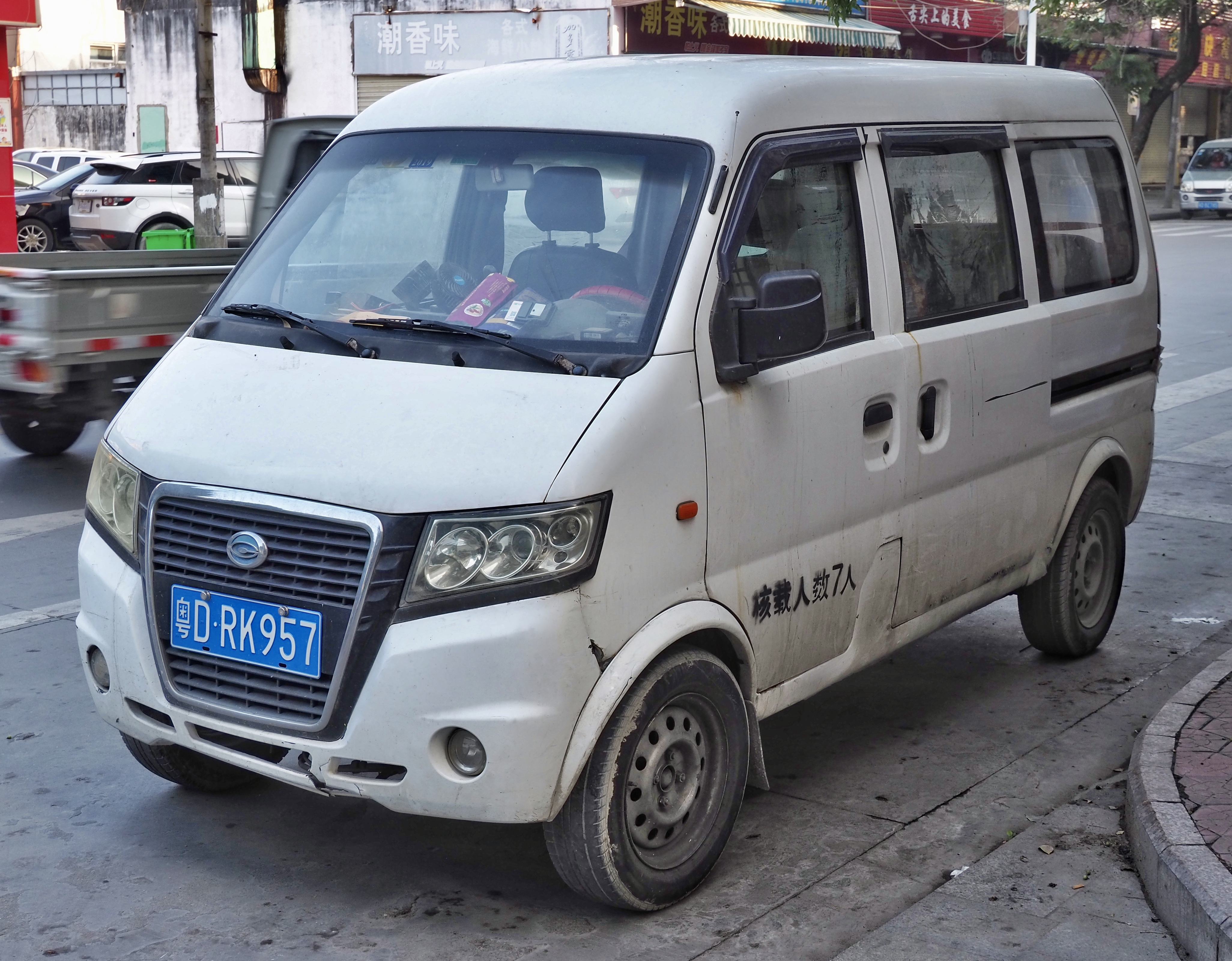
передня частина
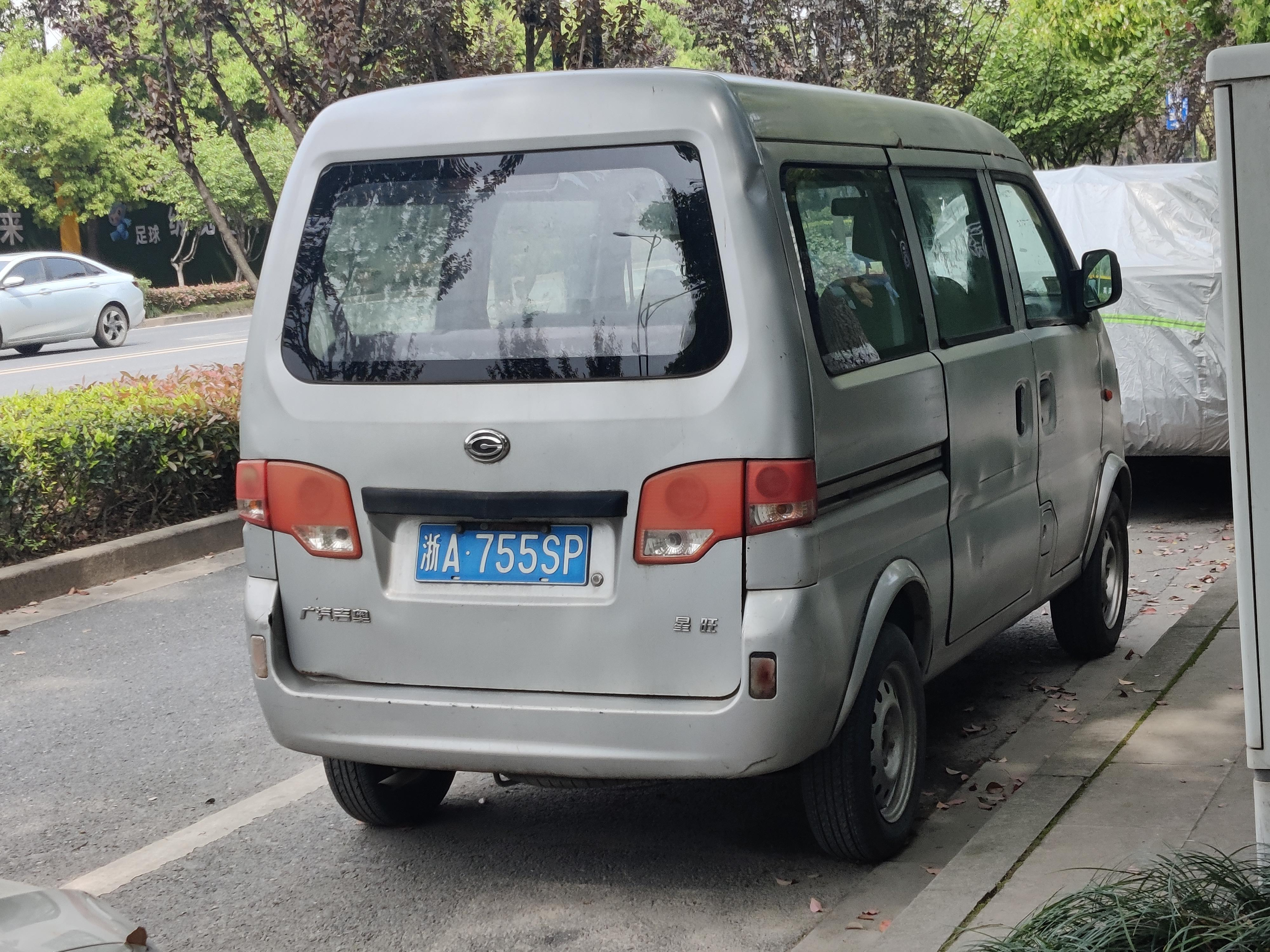
задня частина

### Gonow Way L
Gonow Xingwang L або Gonow Way L є версією Gonow Way з колісною базою, подовженою на 10 см, та довжиною, подовженою на 18 см. Ціна була від 32900 до 34800 юанів.

### Gonow Way CL

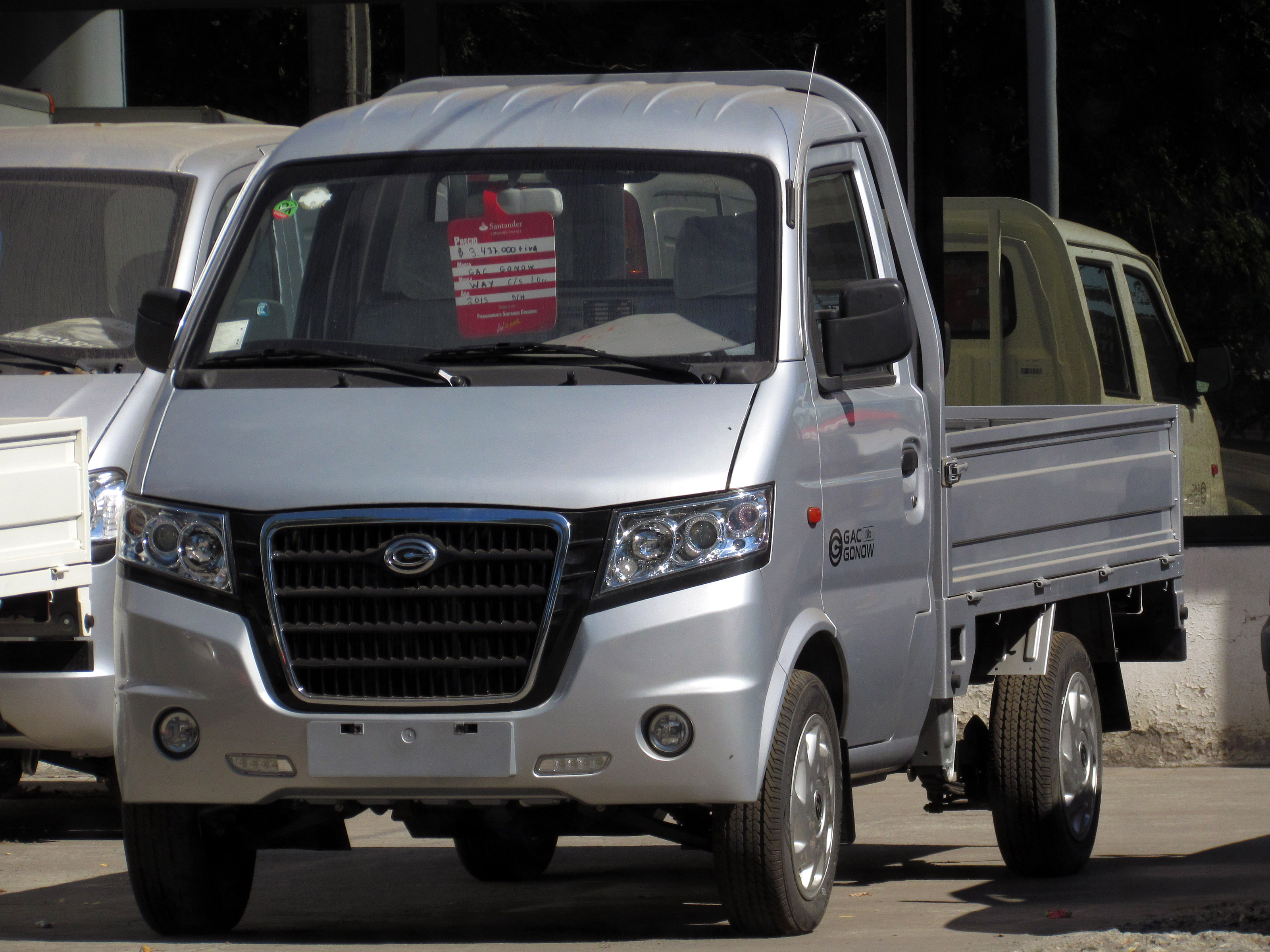
GAC Gonow Way M1

Gonow Xingwang CL або Gonow Way CL є версією Gonow Way L преміумкласу з довжиною, збільшеною на 36 см, та колісною базою, подовженою на 18 см. Ціна була від 36800 до 45800 юанів.

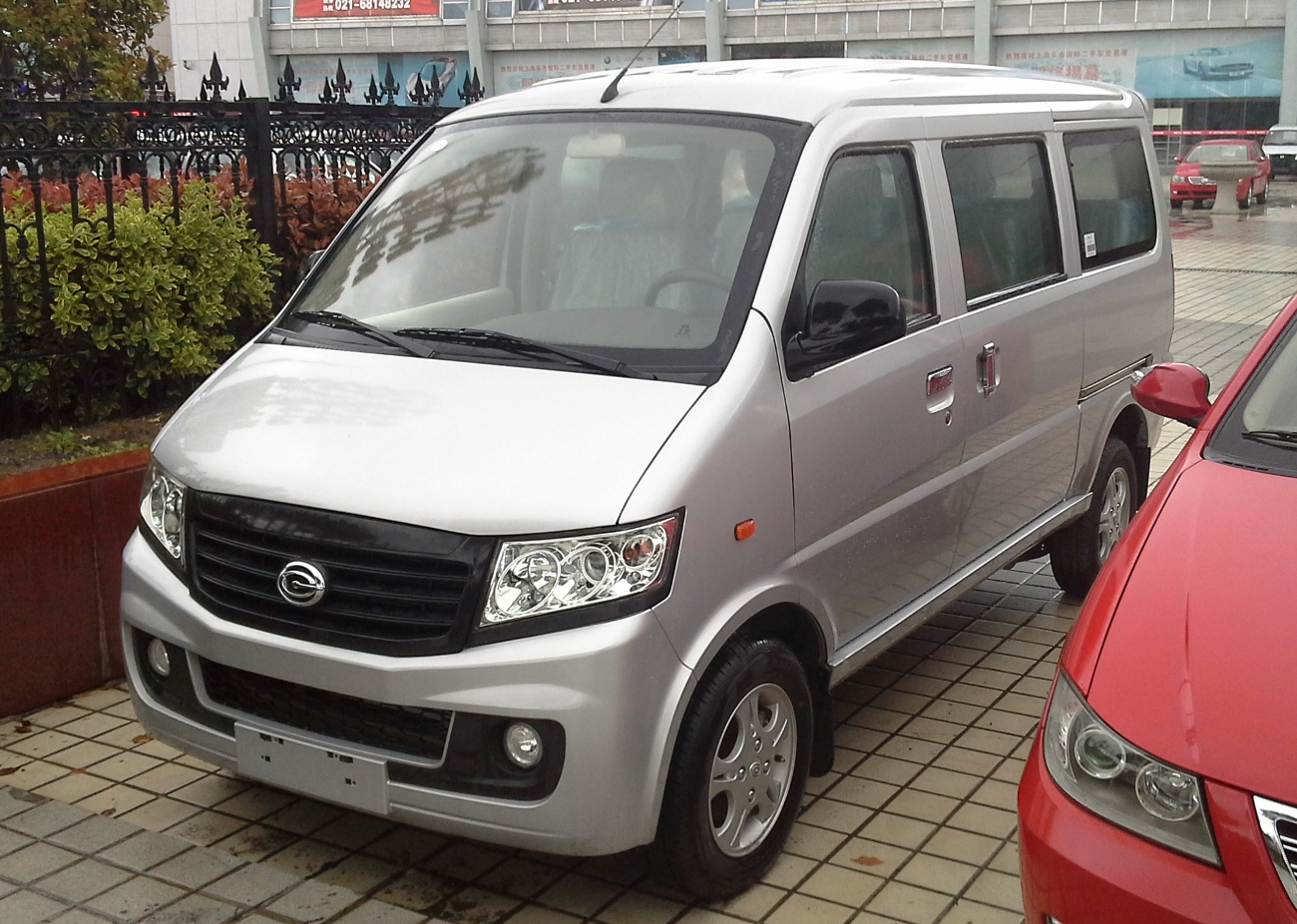
передня частина
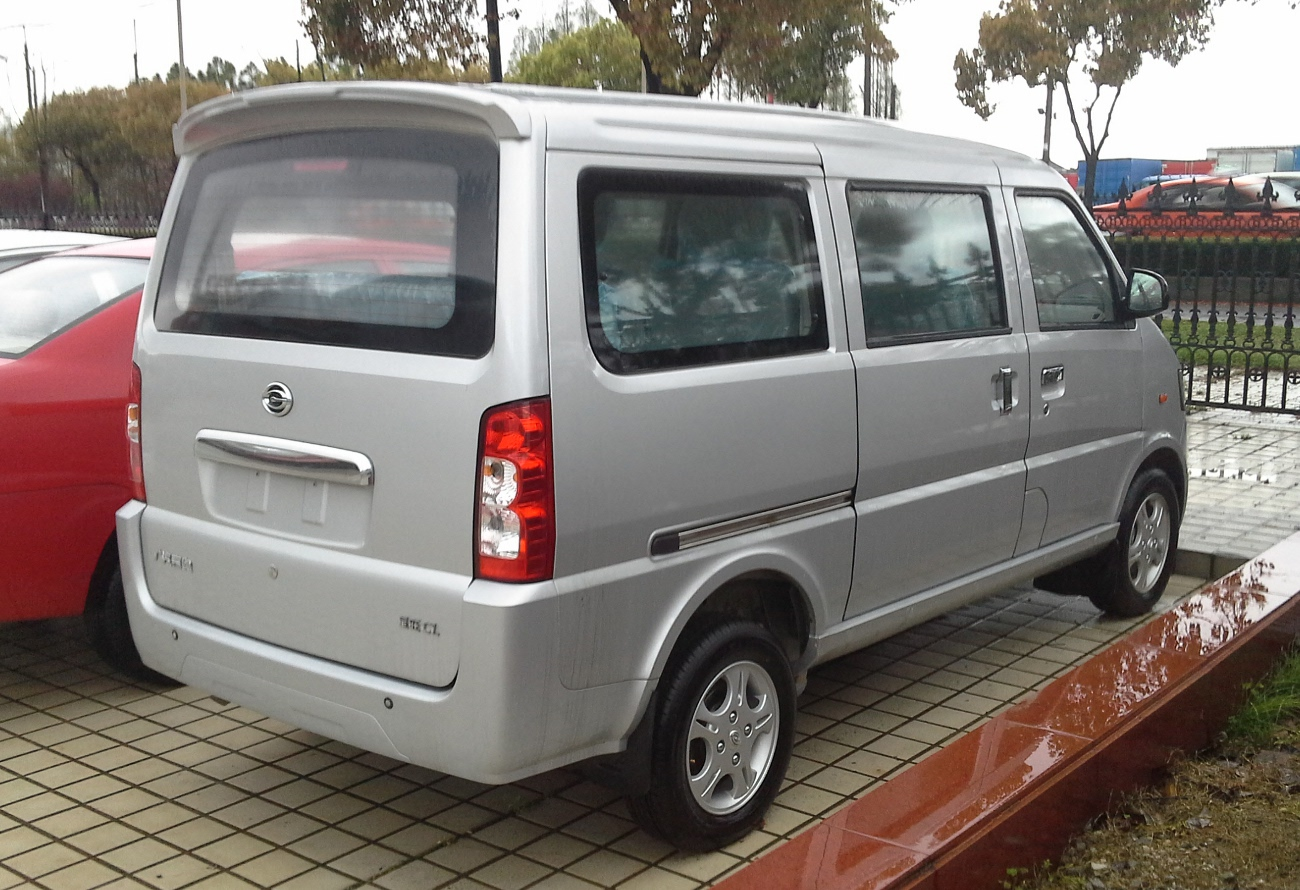
задня частина

### Gonow Way M1
Gonow Xingwang M1 або Gonow Way M1 є двохдверним пікапом, ціна якого складала від 29900 до 31800 юанів.

### Gonow Way M2
Gonow Xingwang M2 або Gonow Way M2 є чотирьохдверним пікапом, ціна була від 30900 до 32800 юанів.

## New Gonow EM10 та Dongfeng Ruitaite EM10
New Gonow EM10 та Dongfeng Ruitaite EM10 є електромобілями на базі Gonow Way CL виробництва Dongfeng. Ruitaite EM10 оснащується електродвигуном потужністю 61 л. с. і крутним моментом 205 Нм, що розвиває максимальну швидкість 85 км. Існує три варіанти акумулятора: 215 км, 255 км та 278 км. Варіант із запасом ходу 255 км оснащений акумулятором ємністю 41,4 кВт·год, тоді як варіант із запасом ходу 278 км.

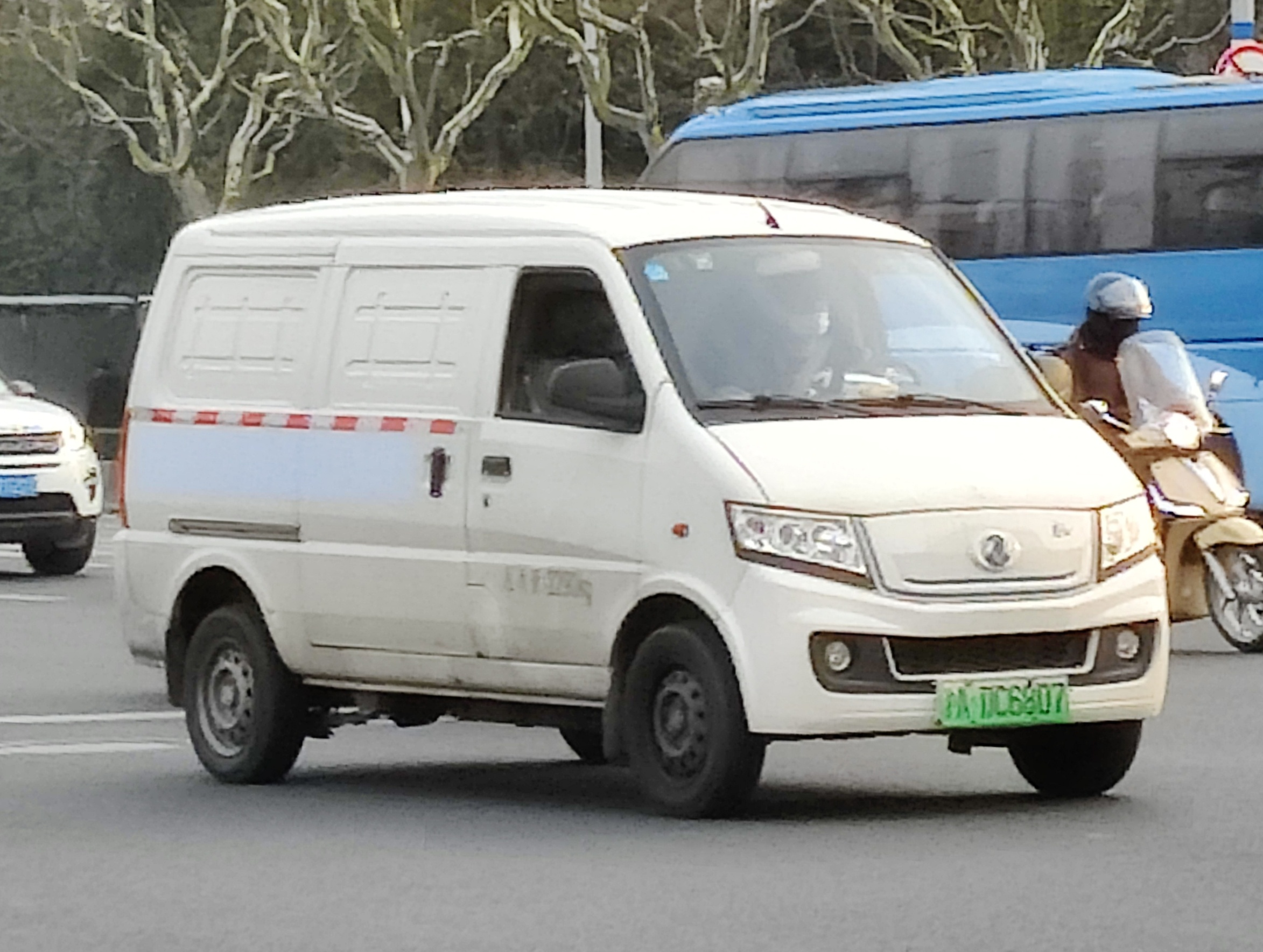
передня частина
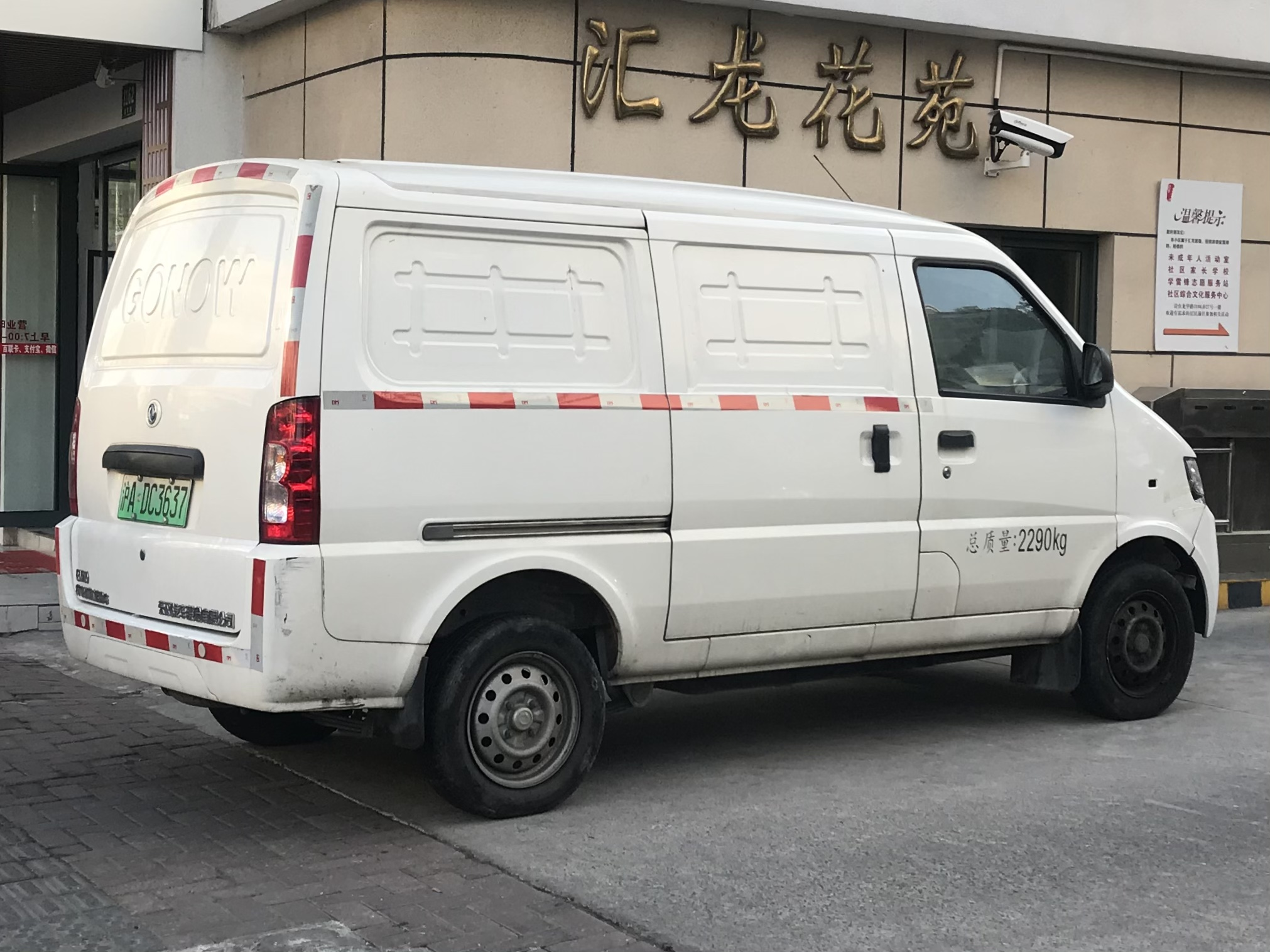
задня частина